# 리페츠크주
리페츠크주(러시아어: Липецкая область 리페츠카야 오블라스티[*])는 러시아의 연방주체 (주)이다. 그것의 행정중심은 리페츠크의 도시이다. 2021년 인구 조사 기준 인구는 1,143,224명이다.

## 지리
랴잔주 (NE), 탐보프주 (E), 보로네시주 (S), 쿠르스크주 (SW), 오룔주 (W), 툴라주 (NW)와 접해 있다.

### 시간대
모스크바 시간 (MSK/MSD)와 접해 있다. UTC와의 시차는 +0300 (MSK)/+0400 (MSD)이다.

## 행정 구역

### 군
- 차플리긴스키군
- 단콥스키군
- 도브린스키군
- 도브롭스키군
- 돌고루콥스키군
- 그랴진스키군
- 이즈말콥스키군
- 흘레벤스키군
- 크라스닌스키군
- 레베댠스키군
- 레프톨스톱스키군
- 리페츠키군
- 스타노블랸스키군
- 테르분스키군
- 우스만스키군
- 볼롭스키군
- 옐레츠키군
- 자돈스키군

## 경제
- 리페츠크주의 주도 리페츠크에는 러시아의 4대 철강회사 중 하나인 노볼리페츠크 스틸의 본사가 있다.

## 민족
리페츠크는 대부분의 주민이 러시아인이다.
| 민족           | 2002년도의 인구 수 (*보관됨 2012-01-26 - 웨이백 머신) |
| -------------- | ----------------------------------------------------- |
| 러시아인       | 1162,9                                                |
| 우크라이나인   | 13,4                                                  |
| 아르메니아인   | 5,4                                                   |
| 아제르바이잔인 | 3,4                                                   |
| 집시           | 3,1                                                   |
| 벨라루스인     | 2,7                                                   |
| 타타르인       | 1,8                                                   |
| 몰도바인       | 1,3                                                   |
| 독일인         | 1,1                                                   |
| 조지아인       | 1,0                                                   |

| 연도                | 인구      | ±%    |
| ------------------- | --------- | ----- |
| 1959                | 1,141,567 | —     |
| 1970                | 1,224,344 | +7.3% |
| 1979                | 1,224,653 | +0.0% |
| 1989                | 1,230,220 | +0.5% |
| 2002                | 1,213,499 | −1.4% |
| 2010                | 1,173,513 | −3.3% |
| 2021                | 1,143,224 | −2.6% |
| Source: Census data |           |       |

인구: 1,143,224 (2021년 인구 조사); 1,173,513 (2010년 인구 조사); 1,213,499 (2002년 인구 조사); 1,230,220 (1989년 인구 조사).